# Wapen van Mortsel

Het wapen van de gemeente Mortsel

Het wapen van Mortsel werd in 1880 aan de Antwerpse gemeente Mortsel toegekend. Het wapen is waarschijnlijk afgeleid van het wapen van een tak van de familie Berthout, namelijk de tak Ranst. Die tak voerde een zilveren wapen met daarop drie rode palen. De vlag van Mortsel is gelijk aan het wapenschild.

## Blazoenering
De blazoenering van het wapen luidt als volgt:
In goud drie palen van keel. Het schild overtopt met een Sint-Benedictus houdende een boek en een staf, alles van natuurlijke kleur.
Het wapen is van goud met daarop drie rode palen. Op het schild staat geen kroon, maar Benedictus van Nursia. Benedictus is in natuurlijke kleuren afgebeeld en staat op het schild. De kromstaf is goud van kleur.

## Geschiedenis
Het oudste bekende zegel van Mortsel stamt uit de tweede helft van de 15e eeuw; het gaat dan om de heerlijkheid Cantecroy. Het zegel dat gebruikt werd was gelijk aan het wapen dat heden ten dage gebruikt wordt. In 1781 werd de heerlijkheid opgesplitst verkocht aan de families Helman de Termeeren en Visscher de Celles. Mortsel ging naar Helman de Termeeren en bleef het oude wapen gebruiken.
In 1880 kreeg de gemeente een Franstalige blazoenering toegekend, die als volgt luidde:
D'or, à trois pals de gueules; l'écu sommé d'une image de St. Benoit tenant une crosse et un livre.
Goud, drie palen van keel; getopt door een St. Benedictus houdende een kruis en een boek.
Dit wapen was gelijk aan het huidige wapen. Er is meerdere malen gepoogd om het huidige wapen te laten aanpassen. In 1993 is de blazoenering wel gemoderniseerd. In 1999 kreeg de gemeente per Koninklijk Besluit de titel van stad. Ook daarna bleef de gemeente hetzelfde wapen voeren.